# بركت قزم
بركت قزم (الاسم العلمي: Mazama chunyi) (بالإنجليزية: Dwarf brocket)‏ هو نوع من الحيوانات يتبع جنس البركت من فصيلة الأيليات.
موطنها في الأراضي المرتفعة للأنديز في غرب بوليفيا و جنوب شرق البيرو، حيث تتواجد في الغابات و البارامو. يتسم الفرو بلون احمر-بني وتتسم المقدمة الأمامية بلون رمادي غامق، ولون الأجزاء السفلية بني فاتح، كما أن خطمها صغير وسميك. حيث يزن حوالي 11 كيلوغرام.
قرر الاتحاد الدولي لحفظ الطبيعة تصنيفه كنوع مهدد بخطر انقراض أدنى. تم عمل أبحاث في غابات بوليفيا، بتوسيع المحليات المعروفة وتصميم شبكة توزيع جغرافي، حيث ان حوالي 40% من مواطنها تضررت أو تدمرت، ولكن البقية لا زالت في حالة حفظ جيدة.